# Бааль Вольдемар Іванович
Вольдемар (Володимир) Іванович Бааль (нар. 17 липня 1936 — 24 січня 2011)) — російський радянський і латвійський письменник.

## Походження
В.Бааль народився в АРСР Німців Поволжя (нині Саратовська область) (за іншими даними в селі Вахрушеве Красноярського краю РРФСР) — звідси німецька форма імені Вольдемар, вписана в метрику. Дитинство провів в Красноярському краї.

## Трудова діяльність і навчання
В.Бааль працював вчителем сільської школи, потім — шахтарем, слюсарем, матросом і кочегаром на річковому судні. Пізніше вступив до Карагандинського гірничого інституту. Згодом — перейшов на інженерно-механічний факультет Красноярського сільськогосподарського інституту. Працював на торфозаводі в Латвії.
У 1962 році В.Бааль вступив до Літературного інституту імені Горького, який закінчив у 1969 році. Працював журналістом на радіо і в пресі Латвії.
З 1960 року жив у Латвії.
Був членом Спілки письменників СРСР та Спілки письменників Латвії.

## Творчість
В.Бааль почав друкуватися в 1956 році.
Автор творів про життя сибірського села («Бахровські повісти», «З пункту А…» та інші), а також на виробничу тему («День і ніч» тощо).
В.Бааль також працював у жанрі фантастики. Перша його публікація в цьому жанрі — повість «Платиновий обруч» (1981) — являє собою синтез казки з фантастикою: інопланетяни проводять на Землі експеримент з Платиновим Обручем, який виконує бажання, і стежать за еволюцією тих, хто ним скористався.
У повісті «Експеримент» (1985) роботи, прикидаючись слугами людей, вивчають людські емоції і проводять над людьми експерименти.
Роман «Джерело забуття» (1985) розповідає про відповідальність вченого перед суспільством: зробивши серйозне відкриття, герой роману не поспішає реалізувати його. Як правило, фантастичний антураж використовується автором лише щоб підкреслити актуальність змісту твору.
Твори В.Бааля переведені на латиську, німецьку, болгарську, казахську та інші мови.

## Публікації

### Книги
- Бааль В. Голоса. — Рига: Лиесма, 1968.
- Бааль В. Бахровские повести. — М.: Советский писатель, 1974.
- Бааль В. День и ночь: Роман. — Рига: Лиесма, 1980. — 429 с.
- Бааль В. Золотая: Роман. — Рига: Лиесма, 1982. — 430 с.
- Бааль В. Из пункта А…: Роман. — М.: Советский писатель, 1983. — 327 с.
- Бааль В. Источник забвения: Роман. — Рига: Лиесма, 1985. — С. 363. — 50 000 экз.
- Бааль В. Бахровский круг: Рассказы и роман. — Рига: Лиесма, 1986. — 430 с.
- Бааль В. Из пункта А… : Роман / Перевела с рус. на латыш. И. Калнциема. — Рига: Лиесма, 1989. — 348 с. — ISBN 5-410-00114-1.

### Окремі публікації
- Бааль В. Платиновый обруч: Фантаст. повесть. // Даугава. — 1981. — № 6. — С. 53-90.
- Бааль В. Платиновый обруч: Фантаст. повесть // Лабиринт: Фантаст. произведения. — Рига: Лиесма, 1982. — С. 174—242.
- Бааль В. Эксперимент: Повесть // Хрустальная медуза: Фантаст. произведения. — Рига: Лиесма, 1985. — С. 140—182.
- Бааль В. Эксперимент // Даугава. — 1986. — № 5. — С. 53-90.
- Бааль В. Эксперимент // Лабиринт: Фантаст. произведения. — Рига: ЛИА «ЛИТ», 1990.

### Передмови для інших авторів
- Яворська Аделаїда Іванівна Загон ягнят: повесть [Архівовано 24 вересня 2017 у Wayback Machine.]. / Предисловие В.Бааля. — Рига: Jumi, 2001. — 55 с. — ISBN 9984-60-698-8.